# Max Pechstein

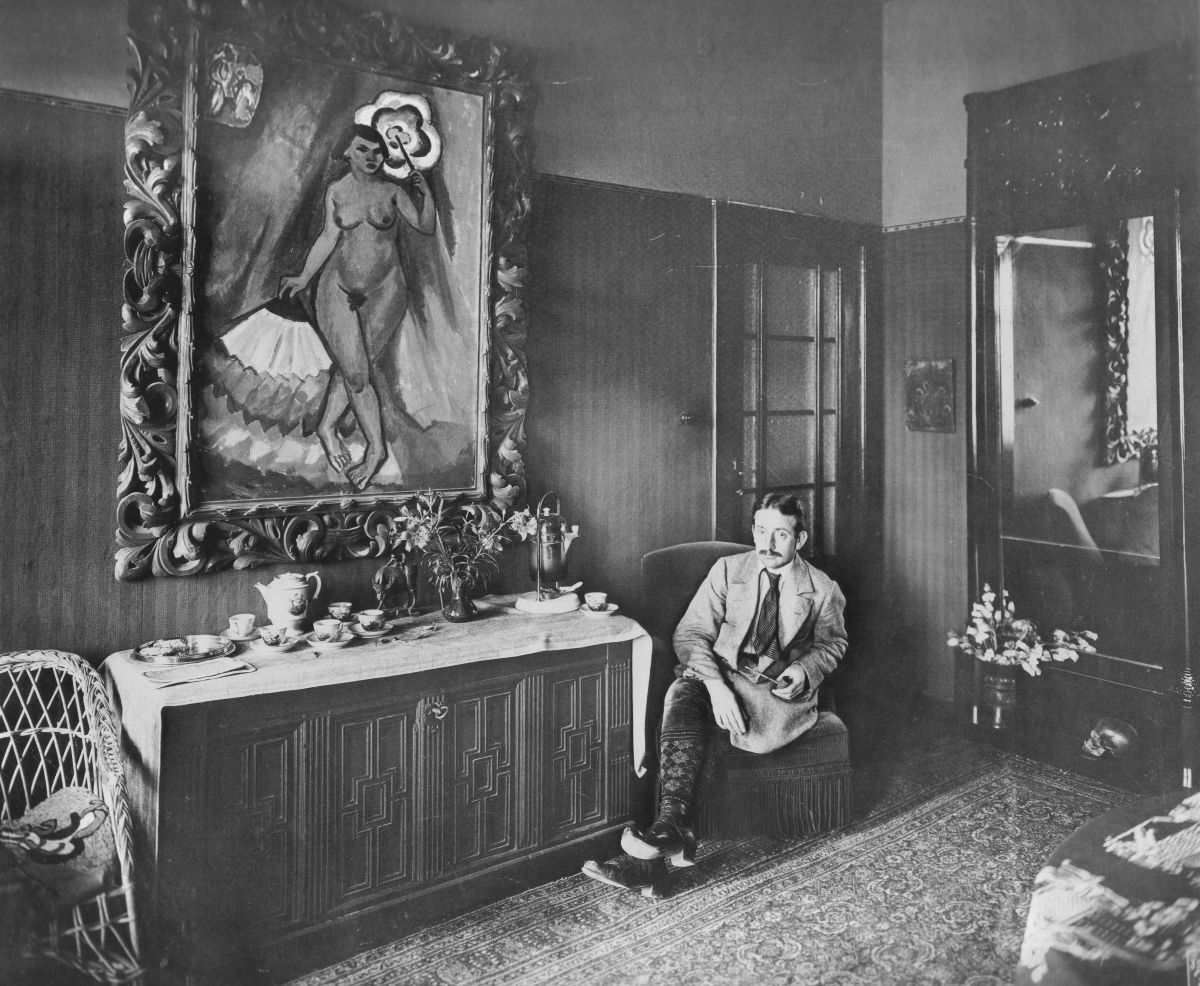
Max Pechstein în casa sa din Berlin-Zehlendorf, 1915

Max Pechstein (n. 31 decembrie 1881, Zwickau, Regatul Saxoniei, Imperiul German – d. 29 iunie 1955, Berlin, RDG) a fost un pictor și grafician german, reprezentant al expresionismului și al expresionismului german, membru al grupării artistice Die Brücke.

## Viața și opera
Max Pechstein se naște la 31 decembrie 1881 în localitatea minieră Zwickau, în Saxonia. După o scurtă ucenicie la un pictor-decorator din Zwickau, Pechstein pleacă să studieze artele aplicate la Dresda. În anul 1906 părăsește Academia de Arte Frumoase ca laureat al premiului Saxoniei, ceea ce îi va oferi, un an an mai târziu, posibilitatea unei călătorii în Italia. Între timp Pechstein ia contact cu Ernst Ludwig Kirchner și Erich Heckel, artiști din gruparea „Die Brücke". În vara anului 1906, împreună cu Kirchner, pictează peisaje din împrejurimile orașului Dresda. La întoarcerea din Italia, face o călătorie la Paris, unde frecventează cercurile pictorilor „fauviști”. După ce se întoarce în Germania, închiriază în 1909 un atelier la Berlin. În iarna 1908/1909 cunoaște pe Lotte Kaprolat, care lucra ca model în atelierul sculptorului Georg Kolbe. Lotte, cu care se va căsători în primăvara anului 1911, îi va fi model în mai multe tablouri.

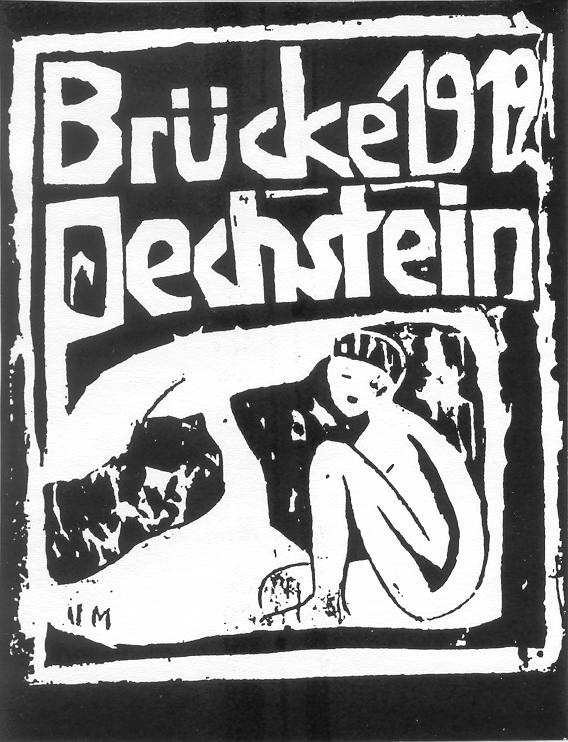
Afișul anual (1912) al grupării „Die Brücke", după un desen de Otto Mueller.

În anul 1909, Pechstein participă la expoziția grupării „Sezession” din Berlin; în anul următor înființează „Neue Sezession”. Prietenii din Dresda se hotărăsc să se mute la Berlin. Pechstein și Kirchner încearcă să pună bazele unui institut pentru promovarea tendințelor noi în pictură, dar încercările lor sunt abandonate. În anul 1912, Pechstein și ceilalți artiși din „Die Brücke" își expun lucrările la cea de-a doua expoziție organzată de „Der Blaue Reiter”. Pechstein va mai expune din nou cu gruparea „Sezession”, fapt care va duce la excluderea sa din "Die Brücke".
În anul 1913, Pechstein pleacă pentru a treia oară în Italia, iar după un an face o călătorie în Mările Sudului (Oceania) și vizitează insula Palau, care aparținea pe atunci Germaniei. Începutul războiului îi întrerupe călătoria, Pechstein se întoarce în Europa, angajat ca fochist pe un vapor. Întors în Germania, este înrolat ca soldat și este trimis pe front, mai întâi în regiunea Somme (Franța) și apoi în Flandra. Din această perioadă datează câteva gravuri și litografii (de ex.: ”Bătălia de pe Somme”, 1916/1917).
În 1923 se desparte de Lotte și se recăsătorește cu Marta Möller. În același an devine membru al Academiei de Arte din Berlin, unde predă până în anul 1933, când este destituit de autoritățile naziste. Este clasificat de regimul nazist în categoria de Artă degenerată la expoziția din 1937,  iar tablourile sale sunt îndepărtate din muzee. 
După război, în 1945, este restabilit în funcția de profesor la ”Hochschule für Bildende Künste" din Berlin. Max Pechstein moare la 19 iunie 1955; este înmormântat în cimitirul evanghelic din Schmargendorf din Berlin.

### Caracteristicile operei
(Vezi link-ul "Galerie virtuală: Picturile lui Max Pechstein")
Creator nervos și fertil, Max Pechstein a aprofundat tehnici variate: pictură, grafică, sculptură, vitraliu și mozaic. Temele sale sunt cele obișnuite la mulți din colegii săi de generație: peisaje, dansatori, actori, pescari, în general subiecte luate din viața de toate zilele, pe care le tratează cu vervă cromatică și cu un desen expresiv.

## Distincții
- 1952 – „Marea Cruce de Merit” a Republicii Federale Germania
- 1954 – Premiul de Artă decernat de Senatul orașului Berlin pentru întreaga operă
- 1955 – Cetățean de Onoare al orașului Zwickau